# 国分盛胤
国分 盛胤（こくぶん もりたね、弘安2年（1279年）? - 文和2年/正平8年8月23日（1353年9月21日）?）は、鎌倉時代後期から南北朝時代に陸奥国宮城郡にいたとされる武士である。陸奥国の国分氏第6世の当主とされるが、実在しない可能性もある。
国分氏は南北朝時代から戦国時代末まで宮城郡南部を領した一族である。胤輔の名は、江戸時代に佐久間義和が編纂した「平姓国分氏系図」にのみ現れる。系図によれば、父は国分重胤、母は相馬定胤の女、弟に政継、重朝、重行の3人がおり、姉妹が4人いて、それぞれ二階堂顕親、長江景資、蜂屋正衡、武石高広の妻になった。岩城常隆の女を娶って国分胤輔、盛光、盛長、盛賢の4人の息子を儲け、2人の娘がそれぞれ留守家明と柴田広隆の妻になった。

## 生涯
彦次郎を名乗り、官位して従五位下、刑部大輔を称した。弘安2年（1279年） に国分で生まれ、文和2年（1353年）8月23日に71歳で死んだという。建武3年（1336年）、北畠顕家の軍にしたがって各所に転戦し、2月7日に奥州国分荘名取郡のうち飯田・日辺・今泉の邑を恩賞として受けた。延元元年（1336年）には北朝の斯波家兼と戦ったが、翌年9月に和して北朝についた。康永元年（1342年）2月に足利尊氏に謁して旧領を保った。また、暦応（1338年から1341年）年中に香山明峰和尚に洞雲寺を開かせたという。
しかし、この時代の奥州国分氏の活動は後世作られた国分氏の諸系図でしか確認できない。盛胤は古内氏蔵の系図には見えず、他の史料にも見えない。南北朝時代の史料に「国分寺郷」は現れるが、それよりずっと広い範囲と思われる「国分荘」は国分氏関係の系図にしか現れない荘園である。盛胤と彼を取り巻く系図上の人物は、系図作者かその参考資料の作者の造作の可能性がある。